# Barry Siddall
Barry Alfred Siddall (Ellesmere Port, 12 settembre 1954) è un ex calciatore inglese, di ruolo portiere.

## Carriera
Esordisce tra i professionisti nella stagione 1972-1973 all'età di 18 anni con il Bolton, contribuendo con 4 presenze alla vittoria della Third Division 1972-1973; nella stagione successiva, disputata in seconda divisione, diventa titolare e scende in campo in 42 partite di campionato. Gioca come portiere titolare die Trotters anche nei due campionati successivi, entrambi disputati in seconda divisione, nei quali gioca nuovamente tutte e 42 le partite di campionato (non salta quindi nemmeno una singola partita di campionato dal 1973 al 1976). Dopo aver giocato le prime 7 giornate della Second Division 1976-1977, viene poi ceduto per 80000 sterline al Sunderland, club di prima divisione, con cui gioca 34 partite, retrocedendo però a fine anno in seconda divisione. Gioca quindi tre campionati consecutivi in seconda divisione con i Black Cats: dopo 42 e 41 partite nei primi due campionati, nella Second Division 1979-1980 perde il posto da titolare, giocando solamente 12 partite; a fine anno il club conquista peraltro la promozione in prima divisione, categoria in cui l'anno successivo Siddall gioca 15 partite. Sempre nella stagione 1980-1981 viene poi ceduto in prestito a campionato iniziato al Darlington, con cui gioca 8 partite in quarta divisione; trascorre successivamente gran parte del 1981 giocando nella NASL con i Vancouver Whitecaps, con cui disputa 24 partite. Torna infine in patria per concludere la stagione 1981-1982 nuovamente al Sunderland, con cui gioca 23 partite in prima divisione.
Nell'estate del 1982 viene ceduto al Port Vale, con cui nella stagione 1982-1983 conquista una promozione dalla quarta alla terza divisione, a cui contribuisce con 33 presenze; l'anno seguente gioca invece 39 partite in terza divisione, concludendo però la stagione al Blackpool, dove gioca in prestito per un breve periodo totalizzando 7 presenze in quarta divisione. Torna quindi al Port Vale, che nel 1984 dopo ulteriori 9 presenze in quarta divisione (categoria in cui il club era retrocesso dopo un solo anno in terza serie) lo cede ai rivali dello Stoke City, in prima divisione: Siddall torna quindi dopo tre anni a giocare in massima serie, disputando 15 partite nella First Division 1984-1985, che si conclude con la retrocessione delle Potteries in seconda divisione, categoria in cui nei primi mesi della stagione 1985-1986 gioca 5 partite. Conclude poi la stagione con due diversi periodi in prestito: prima gioca 12 partite in quarta divisione nel Tranmere, e poi 6 partite in prima divisione nel Manchester City. Nell'estate del 1986 passa a titolo definitivo al Blackpool, club di terza divisione, di cui è per un triennio il portiere titolare, per complessive 110 partite di campionato. Nella stagione 1989-1990 gioca invece 32 partite in quarta divisione, 21 con lo Stockport County ed 11 con l'Hartlepool Utd, a cui si trasferisce nella seconda metà della stagione. L'anno seguente, dopo 4 presenze in Northern Premier League (sesta divisione) con i semiprofessionisti del Mossley, gioca invece 24 partite in quarta divisione nel Carlisle Utd, alle quali aggiunge 9 presenze in terza divisione con il Chester City nella stagione 1991-1992. Gioca infine un'ultima partita con il Preston N.E. sempre in questa categoria nella stagione 1992-1993. Si ritira definitivamente nel 1995, anche se negli ultimi due anni di carriera gioca solamente 2 partite con i semiprofessionisti del Northwich Victoria).

## Palmarès

### Club

#### Competizioni nazionali
- Third Division: 1

Bolton: 1972-1973